# Val di Lozio
La Val di Lozio è una valle tributaria laterale occidentale della Val Camonica.
È percorsa dal torrente Lanico, che confluisce nel fiume Oglio all'altezza del comune di Malegno.